# فريق النخبة (فلم)
فريق النخبة (The A-Team) هو فيلم أكشن أمريكي أُصدر في 2010 يستند على المسلسل التلفزيوني الذي يحمل نفس الاسم من بطولة وليام نيسون، برادلي كوبر وجيسيكا بيل. أصدر في سينما الولايات المتحدة في 11 يونيو 2010 من قبل تونتيث سينتشوري فوكس. فشل الفيلم تجاريا ولم يحقق سوى 177 مليون دولار من ميزانية بلغت 110 مليون دولار. الفيلم من إخراج جو كارناهان، وإنتاج ستيفن جيه. كانيلسشي، والأخوين ريدلي وتوني سكوت.

## القصة
الفرقة «أ» فريق من طراز فريد، أفراده هم 4 جنود سابقين في الوحدات الخاصة التابعة للجيش الأمريكي، يتم اتهامهم بارتكاب جريمة حرب كبرى حدثت وقائعها أثناء غزو العراق، يفرون من السجن ليحاولوا إثبات براءتهم، ويقومون بصنع وتنفيذ عمليات خاصة انتحارية غاية في الخطورة، توقيت تنفيذها لا يقاس بالدقائق بل بالثواني، حيث قد تؤثر ثانية واحدة في نجاح أو فشل كل عملية، تلك التي يتطلب لتنفيذها من الأساس مهارات خاصة وقدرات لا يمتلكها سوى أفراد فريق القوة «أ».

## روابط خارجية
- مقالات تستعمل روابط فنية بلا صلة مع ويكي بيانات